# Diócesis de Concepción de La Vega
La diócesis de Concepción, de Concepción de La Vega o de Concepción de la Vega (en latín: Dioecesis de Conceptionis de la Vega) fue una circunscripción eclesiástica de la Iglesia católica en la actual República Dominicana. Se trataba de una diócesis latina, sufragánea de la arquidiócesis de Santo Domingo. Fue formalmente suprimida en 1606.

## Territorio y organización
La diócesis extendía su jurisdicción sobre los fieles católicos de rito latino residentes en parte de la isla La Española en la Capitanía general de Santo Domingo del Imperio español.
La sede de la diócesis se encontraba inicialmente en el lugar hoy llamado La Vega Vieja, en donde se hallaba la Catedral de la Inmaculada Concepción hasta su destrucción por un terremoto el 2 de diciembre de 1562. Los supervivientes trasladaron la ciudad a la actual La Vega.

## Historia
En 1494 Cristóbal Colón ordenó construir la fortaleza de La Concepción, que en 1508 recibió el título de ciudad de Concepción de La Vega.
Por medio de la bula Illius fulciti praesidio del 15 de noviembre de 1504 el papa Julio II erigió en la isla La Española la arquidiócesis de Yaguata, en el sur de la isla, y sus dos sufragáneas: las diócesis de Baynúa y Maguá. Las tres diócesis tenían probablemente cabecera en tres de los cinco grandes cacicazgos taínos de La Española, pero la bula no se ejecutó por oposición del rey Fernando el Católico, a quien el papa no le había aun confirmado el patronato regio en los términos que deseaba. Los lugares indígenas mencionados en la bula son difíciles de identificar y Bartolomé de las Casas, que entonces vivía en La Española y tenía una encomienda la Concepción de La Vega, conjeturó que tal vez Maguá correspondiera al lugar de La Vega, en donde esta esa población.
Una vez confirmado el patronato regio mediante la bula Universalis Ecclesiae del 28 de julio de 1508, el mismo papa por medio de la bula Romanus pontifex illius del 13 de agosto de 1511 anuló la disposición anterior y erigió tres nuevas sedes: las diócesis de Santo Domingo, Concepción, ambas en La Española, y la de San Juan de Puerto Rico (hoy arquidiócesis de San Juan). Estas tres diócesis fueron las primeras que se establecieron en el continente americano (a excepción de Groenlandia). Los mismos obispos nombrados en 1504 fueron designados en las nuevas diócesis, correspondiéndole a Concepción Pedro Suárez de Deza, quien ya no sería arzobispo, pues las tres diócesis pasaron a ser sufragáneas de la archidiócesis de Sevilla, a la que habían estado sujetas las misiones españolas hasta entonces.
Suárez de Deza dio inicio formal a la diócesis al erigir su catedral el 26 de septiembre de 1512 en el palacio arzobispal de Sevilla. Fue el primer obispo en llegar a la isla La Española, en octubre de 1513; entre sus primeros actos estuvo la bendición de la colocación de la primera piedra de la Catedral de Santo Domingo por encargo de su obispo todavía en España. Suárez de Deza fue también el único obispo propio de la diócesis de Concepción. Luego de su fallecimiento el 17 de marzo de 1523 se decidió en España reunir cargos eclesiásticos y políticos in persona episcopi, por lo que el jerónimo Luis de Figueroa fue designado presidente de la Real Audiencia de Santo Domingo, obispo de Santo Domingo, abad de la abadía nullius de Jamaica y obispo de Concepción, lo que el papa Clemente VII confirmó. Pero para entonces Luis de Figueroa había fallecido en España el 23 de marzo de 1523. Se decidió entonces reunir los cargos (excepto el de abad de Jamaica) en Sebastián Ramírez de Fuenleal el 23 de diciembre de 1528, por lo que desde entonces la diócesis de Concepción quedó unida in persona episcopi a la de Santo Domingo, a causa principalmente de su pobreza.
El 12 de febrero de 1546 el papa Paulo III, mediante la bula Super universas, elevó la diócesis de Santo Domingo al rango de arquidiócesis metropolitana, asignándole entre sus sufragáneas a la diócesis de Concepción de La Vega.
El 2 de diciembre de 1562 un fuerte terremoto destruyó casi por completo la villa de La Vega, por lo que los supervivientes decidieron levantar otra villa en el lugar donde hoy se encuentra la ciudad de La Vega y trasladarse en su mayoría. La catedral quedó destruida, pero no fue trasladada. La población de La Vega Vieja descendió tanto que a partir del 25 de septiembre de 1606 el nuevo arzobispo de Santo Domingo, Domingo de Valderrama y Centeno, ya no llevó el título de obispo de Concepción, por lo que la diócesis quedó definitivamente anexada a la arquidiócesis de Santo Domingo. Su catedral pasó a ser una parroquial colegial.

## Episcopologio
- Pedro Suárez de Deza † (13 de agosto de 1511-17 de marzo de 1523 falleció)
  - Unida in persona episcopi a Santo Domingo
  - Suprimida en 1606